# Sujet de l'inconscient
 (octobre 2024).
Si vous disposez d'ouvrages ou d'articles de référence ou si vous connaissez des sites web de qualité traitant du thème abordé ici, merci de compléter l'article en donnant les références utiles à sa vérifiabilité et en les liant à la section « Notes et références ».
Le sujet de l'inconscient désigne pour Jacques Lacan le  sujet dans sa dimension inconsciente et sa relation au signifiant. 

« Un signifiant, c'est ce qui représente un sujet pour un autre signifiant »

— Jacques Lacan

## Histoire et définition
C'est au cours de sa conférence « Subversion du sujet et dialectique du désir dans
l'inconscient freudien », donnée au Colloque philosophique international de Royaumont en 1960, que Lacan énonce sa conception de la relation du sujet au signifiant : « un signifiant, c'est ce qui représente un sujet pour un autre signifiant ».

## Es
Pour Jacques Lacan le « sujet de l'inconscient » se note « S » en référence à l'allemand es, terme désignant le ça freudien. Le ça est l'instance du désir inconscient, des pulsions refoulées. Ça parle : ce pôle semble référer au sujet dans son ineffable et stupide existence, authenticité du désir, là où le moi cherche le compromis, l'unité, et n'atteint finalement que l'imaginaire.
Ça parle : en effet, le sujet de l'énonciation ne coïncide pas avec le sujet de l'énoncé.

## Subjectivation
Lacan, dans Le temps logique et l'assertion de certitude anticipée (1945), examine le paradoxe des prisonniers ; il qualifie alors la subjectivation comme comportant trois temps :
- instant du regard, faisant émerger la forme générale du sujet noétique : on sait que ;
- temps de comprendre, dégageant la forme personnelle du sujet de la connaissance, l'assertion subjective (forme logique essentielle du Je) ;
- et moment de conclure, faisant éclore l'acte, par lequel le sujet de l'inconscient advient sujet en acte.

## Sujet barré $
Le sujet barré est divisé face à l'objet a : ceci décrirait le fantasme. Le sujet est tant séparé qu'aliéné à l'Autre, et le fantasme pare à la détresse face à la vacuité de l'Autre.
La fonction phallique est ce qui relie le sujet marqué par le signifiant ou Sujet de l'inconscient ($) à l'objet du désir (a), lien noté par le poinçon ◇, pour constituer la chaîne du fantasme (notée $ ◇ a) où sujet et objet peuvent s'intervertir.

## L'inconscient est structuré comme un langage
La formation de l'inconscient décrit pourtant la spaltung, clivage, la pulsion étant non seulement refoulée mais se fixant également à un représentant-représentation chargé de la représenter, dans le domaine psychique. 
Cette liaison à une délégation dans le psychisme inaugure la primauté du signifiant, de l'image acoustique plutôt que de ce qu'elle signifie ; cette primauté du signifiant pouvant seule décrire un sujet de l'inconscient. 
L'inconscient est structuré comme un langage. Un signifiant, c'est ce qui représente un sujet pour un autre signifiant. Il n'y a donc de sujet que dans le discours, et dès lors que le discours cesse il n'y a plus de sujet. Le sujet articule un discours qui ne saurait donc tenir lieu que de discours de semblant, eu égard de la vérité de son désir, le Je de l'énoncé se figeant et tendant à occulter la vérité du désir. 
C'est que le sujet de l'inconscient se voit en a ; raison pour laquelle il y a un moi, objectivation imaginaire, aliénation du sujet originel. 

#### Textes de référence
- Jacques Lacan, L'étourdit, 1972, in Scilicet
- Jacques Lacan, Position de l'inconscient, in Écrits
- Jacques Lacan, Subversion du sujet et dialectique du désir, in Écrits

#### Études
- Jean-Claude Milner, L’Œuvre claire : Lacan, la science et la philosophie, Le Seuil, collection « L’Ordre philosophique », 1995
- Bernard Penot, « sujet de l'inconscient », dans Alain de Mijolla (dir.), Dictionnaire international de la psychanalyse, Hachette Littératures, 2005, p. 1750-1751.
- Elisabeth Roudinesco et Michel Plon, Dictionnaire de la psychanalyse, Paris, Fayard, coll. « La Pochothèque », 2011 (1re éd. 1997), 1789 p. (ISBN 978-2-253-08854-7)